# Ocean Racing Technology
Ocean Racing Technology was een Portugees GP2 team. Het team was opgericht door oud Formule 1-coureur Tiago Monteiro. Het team kwam ook uit in de GP2 Asia Series en vanaf 2012 ook in de GP3 Series.